# Preuranjeno žalovanje
Preuranjeno žalovanje odnosi se na reakciju boli koja se dogodila prije nadolazećeg gubitka. Tipično, nadolazeći gubitak je smrt bliske osobe zbog bolesti, ali ju također može doživjeti i umirući pojedinac. Preuranjena smrt može također biti izazvana uzrocima koji nisu vezani za bolest kao što su: visok suicidni letalitet, visokorizični stil života ili sudioništvo u bandama, ili od gubitaka nepovezanih sa smrti kao što su: mastektomija, razvod, propast tvrtke ili rat.
Pet faza (poricanje, pregovaranje, depresija, ljutnja i prihvaćanje) predložila je Elisabeth Kübler-Ross u svom modelu žalovanja za opisivanje procesa kojim se ljudi nose nakon gubitka, također mogu biti prisutni u preuranjenoj tuzi.  Tjeskoba, strah, krivnja, osjećaj bespomoćnosti, beznađa, i osjećaj osvajanja također su uobičajeni.  Međutim, važno je imati na umu da preuranjena tuga nije jednostavna, normalna tuga koja je počela ranije. 
Posebno identificirane značajke preuranjene tuge uključuju pojačanu brigu za umiruće osobe, probe smrti i pokušaj da se prilagode na posljedice smrti.  Razdoblje može poslužit ljudima za riješavanje problema s umirućim te da bi se mogli s njime oprostiti. To može dati neki smisao za orijentaciju i pristup procesu žaljenja.  Za neke, to traži svjesno zatvaranje prije kraja / gubitka.
Žalost koja se događa prije gubitka predstavlja složen problem izolacije zbog nedostatka društvenog prihvaćanja.  Prijevremena tuga obično ne uzima mjesto nakon gubitka tuge : ne postoji fiksno razdoblje kada tugu treba doživjeti, pa tuga doživljena prije gubitka ne mora nužno smanjiti tugu nakon smrti. Međutim, može postojati malo tuge nakon gubitka unatoč proživljenoj prijevremenoj tuzi. 
Koliko često se javlja preuranjena bol je predmet nekih kontroverzi.  Na primjer, studija udovica otkrila je da su one ostale sa svojim muževima do smrti i mogle su samo žaliti nakon što se smrt dogodila.  Istraživači otkrivaju,  kad bi se počelo tugovati kao da se gubitak već dogodio to bi moglo ostaviti ožalošćeni osjećaj krivnje za djelomično napuštanje pacijenta.